# Suzanne Mukayijore
 (avril 2023).
Suzanne Mukayijore est une femme politique rwandaise du Parti libéral.
Elle représente la Province Nord à la Chambre des Députés.